# Multiplekser
Multiplekser je elektronsko vezje z več podatkovnimi vhodi, enim ali nekaj izhodi in krmilnimi signali. Tipični multiplekser ima n vhodov in 1 izhod. Vhodni signal, katerega številka je določena s krmilnimi signali, se prenese na izhod.
Multiplekser ali izbiralnik je element, ki ima n adresnih vhodov, 2n podatkovnih vhodov ter izhod. Tisti izmed vhodov, ki je izbran z adreso se prenese na izhod (na sliki je izbiralnik 2/1).
Lahko ga realiziramo z vrati (IN, OR, NAND, NOR) ali TS vmesniki. 
Z njimi lahko realiziramo logične funkcije.
Iz manjših izbiralnikov (2/1,4/1,...) lahko zgradimo večje izbiralnike(8/1,16/1,...).
Multiplekser je logično vezje, ki opravlja pridruževanje večjega števila vhodnih logičnih vrednosti manjšemu številu prenosnih kanalov. Digitalni multiplekser je posebni primer, ki prenaša iz 2n - vhodnih linij logične vrednosti na eno izhodno linijo. izbiranje ustrezne vhodne linije in preslikava njenega stanja na izhod se opravlja z n-selekcijskimi signali na vhodih S0 , S1 , ... Sn .